# Zaglyptogastra gonioides
Zaglyptogastra gonioides är en stekelart som först beskrevs av Josef Fahringer 1931.  Zaglyptogastra gonioides ingår i släktet Zaglyptogastra och familjen bracksteklar. Inga underarter finns listade i Catalogue of Life.